# Caragolada
La caragolada (en valenciano caragolà) es una preparación humilde de caracoles guisados y adobados con una salsa picante o alioli. Las caracoladas son tradicionales en las cocinas catalana y valenciana. Suele ser habitual la preparación en las celebraciones de reuniones y fiestas. Su origen se relaciona con una fiesta celebrada al acabar el verano y que solía coincidir con las primeras lluvias.

## Otras caracoladas
Existen caracoladas como la de San Marcos, una de las reuniones gastronómicas más típicas de la ciudad de Palencia, se celebra todos los años el 25 de abril.
La caragolada es también un plato típico del Rosellón, en el departamento francés de los Pirineos Orientales, donde se llama cargolada. Se guisa con tocino derretido en una rejilla colocada sobre brasas de sarmientos, y se sirve acompañada de tostadas de pan con alioli y con butifarra.